# Tongchu
Tongchu (chinesisch 童初, Pinyin Tóngchū – „Junger Anfang“) bezeichnet eine Ritual-Tradition des Daoismus. Tongchu nahm im 12. Jahrhundert die Lehren des Shangqing wieder auf und verband diese mit Lehren des Himmelsmeister-Daoismus und der Tianxin-Zhengfa-Schule. Die Ursprünge dieser Schule liegen in der Zeit des Song-Kaisers Huizong im Gebiet des Mao Shan. Während der Song-Zeit beeinflusste Tongchu viele daoistische Traditionen.
Als Begründer der Schule gilt Yang Xizhen (1101–1124), der in der Huayang-Grotte der Legende nach ein Jahr in himmlischen Gefilden zubrachte, und daraufhin begann, ein neues, dort empfangenes Ritual-System zu unterrichten.
Die Ritualtexte der Tongchu-Schule verbinden die vier Heiligen des Tianxin Zhengfa mit Zhang Daoling. Aus der Shangqing-Tradition stammen auffällige Bezüge zum Huoling-Talisman und zum Tianpeng-Zauber. Huoling bezeichnet eine „Feuerglocke“ und Tianpeng ist eine daoistische Gottheit.
Die Schriften der Tongchu-Schule wurden im Daofa Huiyan (Korpus daoistischer Rituale) überliefert.